# Astra 1H
Astra 1H luxemburgi kommunikációs műhold.

## Küldetés
Elősegíteni a rádió- és televíziócsatornák kisméretű parabolaantennával történő analóg vételét. Analóg és digitális műsorszolgáltató műhold, Európában, Közel-Keleten és a Nyugat-Ázsiában végez szolgáltatást.

## Jellemzői
Gyártotta a Boeing Satellite Systems, üzemeltette a Société Européenne des Satellites-Astra (SES Astra) Európa műhold üzemeltető magáncége. Az Astra 2C pályára állításával pozíciójából áthelyezték.
Megnevezései:  COSPAR:1999-033A; SATCAT kódja: 25785.
1999. június 18-án a Bajkonuri űrrepülőtérről, a LC-81/23 jelű indítóállványról egy Proton-K (Blok-DM3) hordozórakétával állították közepes magasságú Föld körüli pályára (MEO = Medium Earth Orbit). Az orbitális pályája 1436,10 perces, 0° hajlásszögű, Geoszinkron pálya perigeuma 35 774 kilométer, az apogeuma 35 799 kilométer volt.
Alakja prizma, méretei 2,34 x 2,8 x 4,5 méter. Tömege 2700 kilogramm. Szolgálati idejét 15 évre tervezték. Három tengelyesen stabilizált (Nap-Föld érzékeny) űreszköz. 66 televíziós csatorna, valamint videó és internet szolgáltatást végez. Telemetriai szolgáltatását antennák segítik. Információ lejátszó KU-sávos, 28 (22 aktív+6 tartalék) transzponder biztosította Európa lefedettségét. Az űreszközhöz napelemeket (gallium- arzenid) rögzítettek (kinyitva 26 méter; 8 kW), éjszakai (földárnyék) energia ellátását újratölthető kémiai, nikkel-hidrogén akkumulátorok biztosították. A stabilitás és a pályaelemek elősegítése érdekében (monopropilén hidrazin) gázfúvókákkal felszerelt.